# Jacob Houck junior
Jacob Houck junior (* 14. Januar 1801 in Schoharie, New York; † 2. Oktober 1857 ebenda) war ein US-amerikanischer Jurist und Politiker der Demokratischen Partei. Zwischen 1841 und 1843 vertrat er den Bundesstaat New York im US-Repräsentantenhaus.

## Werdegang
Jacob Houck junior wurde Anfang des 19. Jahrhunderts in Schoharie geboren und wuchs dort auf. Er besuchte Gemeinschaftsschulen und graduierte dann 1822 am Union College in Schenectady. Houck studierte Jura, bekam seine Zulassung als Anwalt und begann dann in Schoharie zu praktizieren. Zwischen 1831 und 1836 war er Bezirksstaatsanwalt im Schoharie County. Bei den Kongresswahlen des Jahres 1840 für den 27. Kongress wurde Houck im achten Wahlbezirk von New York in das US-Repräsentantenhaus in Washington, D.C. gewählt, wo er am 4. März 1841 die Nachfolge von John Ely und Aaron Vanderpoel antrat, welche zuvor zusammen den achten Distrikt von New York im US-Repräsentantenhaus vertreten hatten. Er schied nach dem 3. März 1843 aus dem Kongress aus. Nach seiner Kongresszeit war er wieder als Anwalt tätig. Er starb am 2. Oktober 1857 in Schonharie und wurde auf dem Lutheran Cemetery beigesetzt.